# Wallhausen (Saksonia-Anhalt)
Wallhausen – miejscowość i gmina w Niemczech, w kraju związkowym Saksonia-Anhalt, w powiecie Mansfeld-Südharz, wchodzi w skład gminy związkowej Goldene Aue. 1 lipca 2009 do gminy wcielono Martinsrieth oraz Riethnordhausen.